# Georg Ewald von Puttkamer
Georg Ewald von Puttkamer (* 1683; † 1. August 1748 in Angerburg) war ein preußischer Oberst und Chef eines Garnisonregiments.
Er wurde als Angehöriger des Adelsgeschlechts Puttkamer in Pommern geboren, war zunächst in polnischen Diensten und wechselte als Oberstleutnant in preußische Dienste. Am 8. November 1741 ernannte ihn König Friedrich II. zum Oberst. Puttkamer übernahm zunächst das neue Garnisonsregiment Nr. 10 und 1744 dann das Garnisonsregiment Nr. 11. Im Jahr 1748 nahm er seinen Abschied und starb bereits am 1. August 1748 in Angerburg in Preußen.
Er war verheiratet mit Marie Helene, geborener Majus. Aus der Ehe ging eine Tochter hervor.
Die von seinem Vater geerbten Güter Lossin und Anteil Kublitz im Kreis Stolp verpfändete er 1712 an den Oberstleutnant Christian von Lettow.